# Juncus leucanthus
Juncus leucanthus är en tågväxtart som beskrevs av John Forbes Royle och David Don. Juncus leucanthus ingår i släktet tåg, och familjen tågväxter. Inga underarter finns listade i Catalogue of Life.